# Das Glück zu leben
Das Glück zu leben (Originaltitel The Euphoria of Being) ist ein ungarischer Dokumentarfilm von Réka Szabó aus dem Jahr 2019 über die ungarische Holocaust-Überlebende Éva Pusztai-Fahidi.

## Inhalt
Die ungarische Theater-Choreographin Réka Szabó entwickelt zusammen mit der Holocaustüberlebenden Éva Pusztai-Fahidi und der jungen Tänzerin Emese Cuhorka eine Tanzvorführung. Darin geht es um die Erinnerung an die Vergangenheit und das Bewältigen von Traumata.

## Produktion
Regisseurin Szabó wurde 1969 in Budapest geboren und begeisterte sich nach ihrem Studium für Modern Dance. Heute leitet sie das Tanzensemble „The Symptoms“. Das Glück zu leben ist ihr Langfilmdebüt. Der Film wurde beim DOK.fest München 2020 im Hauptwettbewerb gezeigt. Der Film kam am 30. September 2021 in die Kinos und wird im Verleih „Die Filmagentinnen“ vertrieben.

## Rezeption
Rainer Gansera vom Lexikon des internationalen Films findet, dass der Film auf strahlende, beglückende Weise Bewegungslust und schmerzhafte Lebenserinnerung, Traumatherapie, kindliches Spiel und intimen Dialog verbinde.
Silvia Hallensleben in Epd Film: „Der Wunsch nach einem positiven Nachklang ist bei der Schwere des Stoffs verständlich. Schade dennoch, dass die bedrohliche Zunahme des Antisemitismus in Ungarn und andernorts auf der Welt gar keine Rolle spielt. Es wäre die Chance, einen vielschichtigen Film um eine weitere Schicht zu bereichern.“
Nach Falk Straub zeichne die Regisseurin und Choreografin Réka Szabó das Porträt einer Frau, die am Leben hänge und sich von den Schattenseiten des Lebens nicht unterkriegen lasse. Das Porträt sei so zärtlich und intim wie die wunderbar choreografierten Bewegungen des im Film gezeigten Tanzes.

## Auszeichnungen (Auswahl)
- 2019: Kritikerpreis des Locarno Film Festivals
- 2019: Publikumspreis des Minsk International Film Festivals Listapad, sowie Nominierung für den Besten Dokumentarfilm
- 2019: Menschenrechtspreis des Sarajevo Film Festival
- 2020: Publikumspreis des DOK.fest München, sowie Nominierung im Hauptwettbewerb
- 2020: Trieste Film Festival in der Kategorie Bester Dokumentarfilm
- 2020: Besondere Erwähnung beim ZagrebDox
- 2020: Magyar Filmszemle in der Kategorie Bester Dokumentarfilm